# Estany de Sant Maurici
L'estany de Sant Maurici és un llac pirinenc situat al terme del municipi d'Espot, dins del Parc Nacional d'Aigüestortes i Estany de Sant Maurici. Té una superfície de 0,215 km², que equival a 21,5 hectàrees. Fa uns 1.100 metres de llarg per uns 200 d'ample, amb un volum d'aigua d'uns 2,6 Hm³, gràcies a la petita presa de Sant Maurici construïda per augmentar la seva capacitat.

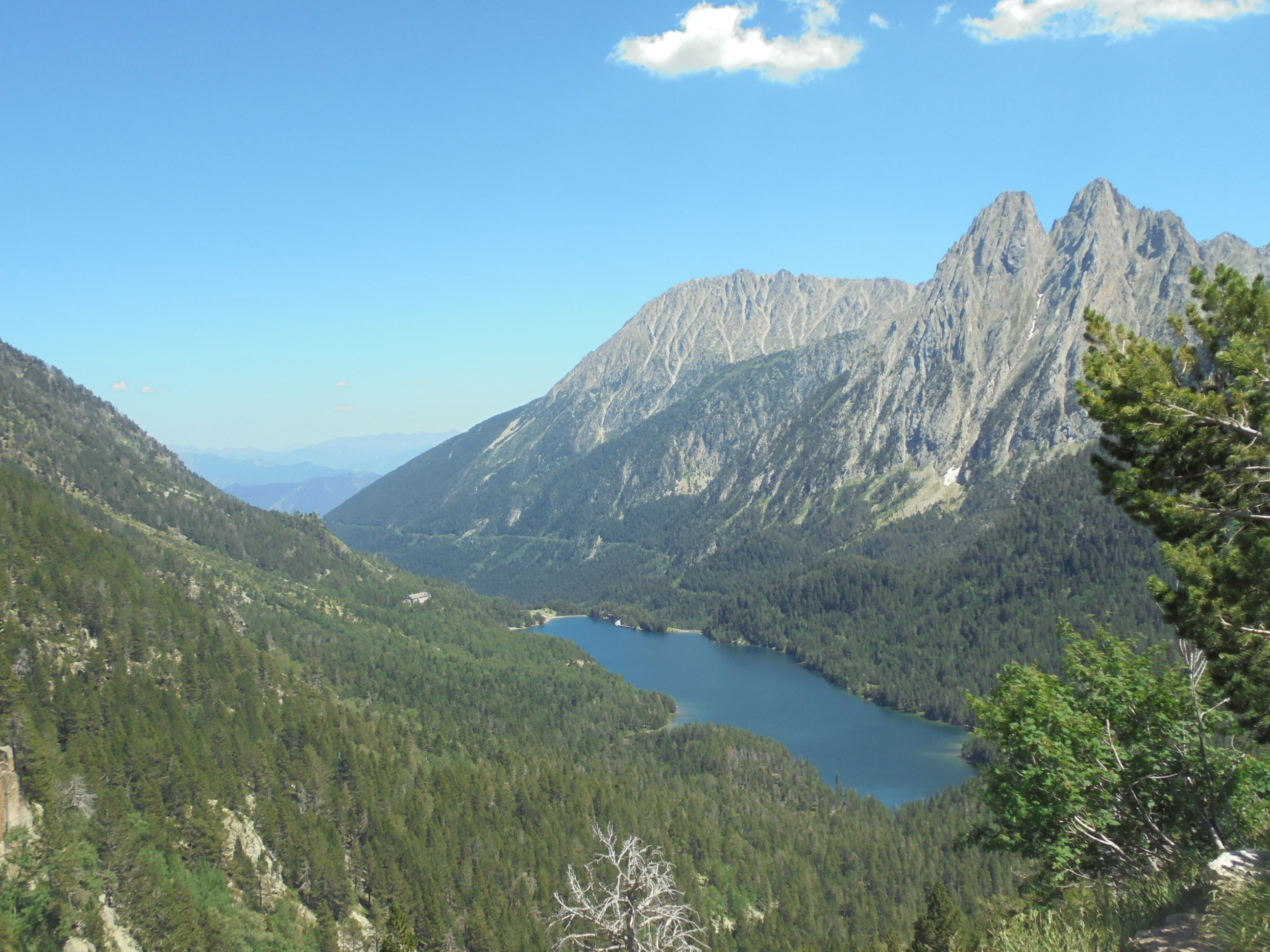
L'estany de Sant Maurici des del mirador de l'estany, a 2.200 msnm.

És situat a 1.900 m d'altitud, davant de la majestuosa muntanya dels Encantats (2.748 m) i al fons d'un circ d'origen glacial. L'estany està en una cubeta de sobreexcavació glacial en una vall glacial, originada per l'acumulació del glaç procedent de les glaceres laterals: Subenuix, Monestero, Portarró i Ratera-Amitges.
Rep les aigües dels rius i torrents de Ratera, del Portarró, de Monestero i de Subenuix, mentre que el seu emissari, el riu Escrita, drena la vall d'Espot fins a la Noguera Pallaresa. L'estany és el més conegut i important de la vall.
Prop de l'estany, envoltat de boscos de pi negre i d'un bell paisatge de muntanya, hi ha l'ermita de Sant Maurici (1 841 m; bastida modernament sobre una construcció més antiga, un refugi militar abandonat).
Amb l'ampliació produïda per la presa de Sant Maurici, esdevé un embassament amb la Central hidroelèctrica de Sant Maurici a la riba SE.